# OANA
OANA (Organization of Asia-Pacific News Agencies) ist ein Zusammenschluss von Nachrichtenagenturen der UNESCO-Staaten in der Asien-Pazifik-Region.
Die OANA wurde 1961 auf Initiative der UNESCO gegründet. Sie unterhält einen Nachrichtenservice mit Artikeln, die von ihren Mitgliedstaaten erstellt wurden.

## Mitglieder
- Anadolu Ajansı (Anatolische Nachrichtenagentur)
- Australian Associated Press Information Services Pty Ltd
- Azerbaijan State Telegraph Agency – AzerTAj
- Bakhtar News Agency
- Khabar
- Oman News Agency